# They All Laughed
They All Laughed is een Amerikaanse filmkomedie uit 1981 onder regie van Peter Bogdanovich.

## Verhaal
De privédetectives John Russo en Charles Rutledge moeten twee vrouwen observeren. Ze moeten uitzoeken of ze niet vreemdgaan. Een van de detectives wordt verliefd op zijn doelwit. Hij wil zelfs bepaalde ontmoetingen van de vrouw schrappen uit zijn eindverslag. Ook de tweede detective krijgt almaar meer gevoelens voor zijn doelwit.

## Rolverdeling
| Acteur              | Personage         |
| ------------------- | ----------------- |
| Audrey Hepburn      | Angela Niotes     |
| Ben Gazzara         | John Russo        |
| Patti Hansen        | Sam               |
| John Ritter         | Charles Rutledge  |
| Dorothy Stratten    | Dolores Martin    |
| Blaine Novak        | Arthur Brodsky    |
| Linda MacEwen       | Amy Lester        |
| George Morfogen     | Leon Leondopolous |
| Colleen Camp        | Christy Miller    |
| Sean H. Ferrer      | Jose              |
| Glenn Scarpelli     | Michael Niotes    |
| Vassili Lambrinos   | Stavros Niotes    |
| Antonia Bogdanovich | Stefania Russo    |
| Sashy Bogdanovich   | Georgina Russo    |
| Sheila Stodden      | Barbara Jo        |